# Saint-Pol-Roux

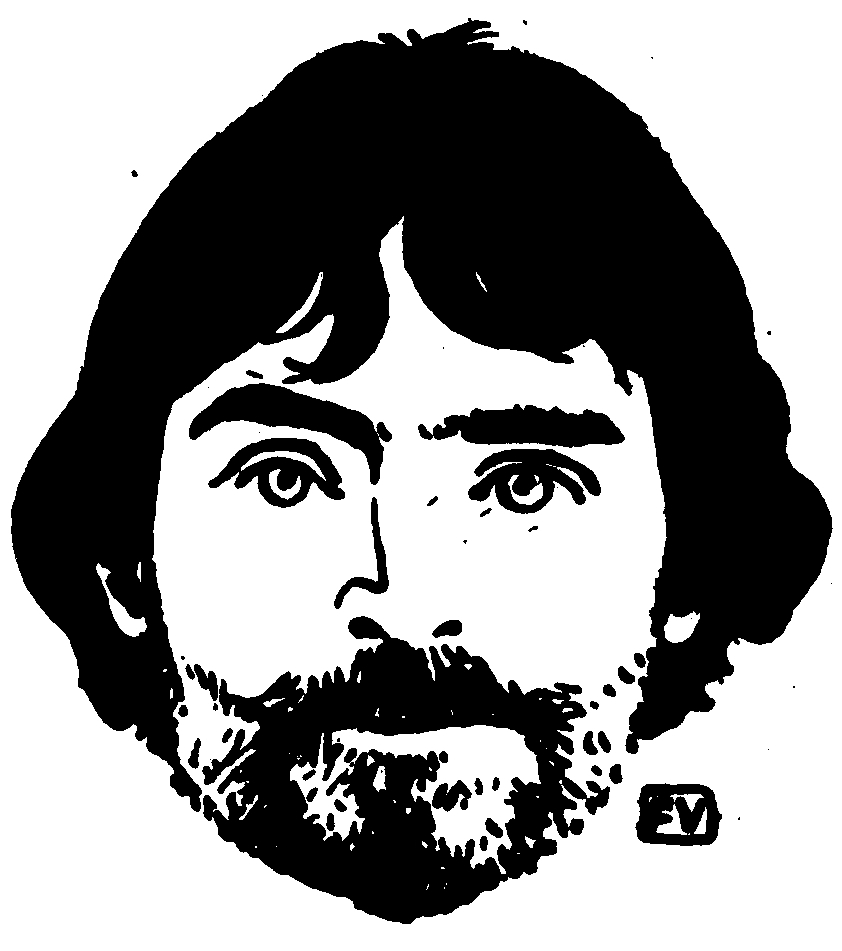
Porträt Saint-Pol-Roux, von Félix Vallotton

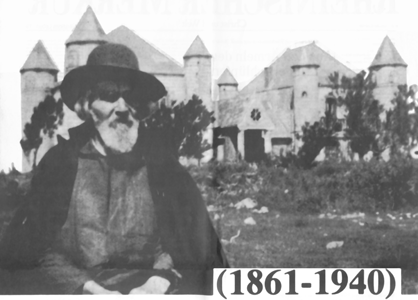
Saint-Pol-Roux

Saint-Pol-Roux, eigentlich Paul-Pierre Roux (* 15. Januar 1861 in Marseille (quartier Saint-Henri); † 18. Oktober 1940 in Brest) war ein französischer Symbolist, Dichter und Vorläufer der Surrealisten.

## Leben
1880 erschien sein erstes Drama Raphaelo le Pèleri, und es wurde in Lyon aufgeführt. 1882 zog er nach Paris, wo er beim Jura-Examen scheiterte, weil er die Bistrogespräche im Kreise eines Auguste de Villiers de L’Isle-Adam oder Maurice Maeterlinck den Studien vorzog. 1883–1884 erschienen seine ersten, noch streng an den Parnassiens orientierten Gedichtbände. Ab 1885 war der Beginn seiner literarischen Tätigkeit im Umkreis der symbolistischen Schulen und Zeitschriften. Mit Éphraïm Mikhaël, Rodolphe Darzens und Pierre Quillard gründete er die symbolistische Zeitschrift Pléiade, in der Texte von Maeterlinck und u. a. der Traité du verbe von René Ghil erschienen. 1891 machte er auf einem Bankett zu Ehren Gauguins und Verlaines die Bekanntschaft von Stéphane Mallarmé, der ihn als „seinen Sohn“ bezeichnete.
1893 erschien die erste Ausgabe seiner Stationen der Prozession in einem Band, die Rémy de Gourmont zum Anlass nahm, ihn als einen der „fruchtbarsten und erstaunlichsten Erfinder von Bildern und Metaphern“ zu bezeichnen. 1895/1896 zog er sich mit seiner Frau Amèlie und seinen Kindern von Paris zurück und hielt sich für längere Zeit in den Ardennen auf. 1896 entstand dort die erste Fassung des Versdramas Die Dame mit der Sense, die mit Villier de l’Isle-Adams Axel zu den bedeutendsten symbolistischen Dramen zählt und 1899 erstmals erschien. 1901 lernte er Victor Segalen kennen, dessen ethno-poetische Arbeiten er begrüßte und förderte. Als Dokument dieser langjährigen Freundschaft ist ihr Briefwechsel überliefert. Im gleichen Jahr erschien der erste Band der erweiterten, dreibändigen Ausgabe der Stationen der Prozession, Die Rose und die Dornen auf dem Weg. 1903 ließ er sich, nach einigen Jahren in Roscanvel, endgültig in Camaret in der Bretagne nieder und errichtete dort sein „Manoir du Boultous“. 1904 erschien der 2. Band der Stationen, Von der Taube zum Raben über den Pfau, 1907 der 3. Band Die Zauberstücke der Phantasie.
1910 forderte Guillaume Apollinaire für Saint-Pol-Roux das Ehrenkreuz, das er 1923 erhielt. 1923 stattete ihm André Breton einen ersten Besuch in Camaret ab und leitete damit seine Wiederentdeckung ein, die in der Hommage für Saint-Pol-Roux (1925) und einem skandalträchtigen Bankett in der Closerie des Lilas ihren legendären Höhepunkt erfuhr. 1926 wurde in der Nähe von Brest seine „verbale Symphonie“ für 250 Sprecher an der Pointe Saint-Mathieu uraufgeführt. 1930 vollendete er Res Poetica, 1932 erschien Der Ausflug. Zwei Jahre vor seinem Tode wurde Saint-Pol-Roux zum Präsidenten der Académie Mallarmé ernannt.
1939 traf er in Quimper zum letzten Mal Max Jacob, mit dem er seit 1928 häufig verkehrte. In der Nacht zum 24. Juni 1940 überfiel ein Soldat der deutschen Wehrmacht sein Haus, tötete seine Haushälterin und verletzte seine Tochter Divine. Am 3. Oktober wurde sein „Manoir“ geplündert und viele Manuskripte zerstört. Am 18. Oktober 1940 starb Saint-Pol-Roux in Brest. 1944 wurde sein „Manoir de Coecilian“ (nach dem Tode seines Sohnes benannte er das Manoir de Boultous nach ihm) von den Alliierten bombardiert und zerstört, ein Großteil seiner Manuskripte bleibt verschollen.

„Saint-Pol-Roux gebührt unter den Lebenden der erste Platz, und mit vollem Recht kann er unter ihnen als der einzige authentische Vorläufer der sog. Modernen Bewegung geehrt werden. Es wäre leicht zu zeigen, was der Kubismus, der Futurismus, der Surrealismus ihm verdanken“

## Werke

### Veröffentlichungen zu Lebzeiten
Saint-Pol-Roux hat bei folgenden Zeitschriften mitgewirkt : La Jeune France, La Pléiade von 1886 und von 1889, Le Moderniste, Le Mercure de France, La Plume, La Revue Blanche, Les Entretiens politiques et littéraires, L’En-dehors, L’Echo de Paris, Le Livre d’art, L’Ermitage, L’Art Littéraire, Les Essais d’art libre, Le Courrier social illustré, La Société nouvelle, Le Coq rouge, Arte, La Vogue, La Revue d’art dramatique, La nouvelle revue moderne, Poesia, Vers et Prose, La Phalange, Montjoie, La Revue de l’époque, La Dépêche de Brest, Intentions, Comoedia, Le Mail, Le Manuscrit autographe, La ligne de cœur, Le Grand Jeu, Les Nouvelles littéraires, La Grive, L’Esprit français, Ouest Eclair, La Revue de l’ouest, Le journal des poètes, Les feuillets inutiles, Minotaure, Visages du monde, Le Pain blanc, Le Pont Mirabeau etc.
- Raphaëlo le pèlerin, imprimerie de H. Olivier, Paris, 1879.

Unter den Namen Saint-Paul de Roux
- Raphaëlo le pèlerin, Pinet (Marseille) et Josserand (Lyon), 1880

Unter den Namen Paul Roux
- Maman!, Ollendorff, 1883
- Garçon d'honneur, Ollendorff, 1883
- Le Poète, Ghio, 1883
- Un drôle de mort, Ghio, 1884
- Rêve de duchesse, Ghio, 1884
- La Ferme, Ghio, 1886

Unter den Namen Saint-Pol-Roux
- Bouc émissaire, s.n., 1889
- L'ame noire du prieur blanc, Mercure de France 1893
- Les Reposoirs de la procession, vol 1., Mercure de France, 1893
- L'Épilogue des saisons humaines, Mercure de France 1893
- La Dame à la faux, Mercure de France, 1899
- Les Reposoirs de la procession, vol. I : La Rose et les épines du chemin, Mercure de France, 1901
- Anciennetés, Mercure de France, 1903
- Les Reposoirs de la procession, vol. II : De la colombe au corbeau par le paon, Mercure de France, 1904
- Les Reposoirs de la procession, vol. III : Les Féeries intérieures, Mercure de France, 1907
- Les Féeries intérieures, 1907
- La Mort du Berger, Broulet, Brest, 1938, 69 p.
- La Supplique du Christ, 1939.

### Literarischer  Nachlass
Im Handel erhältliche Neu- und Erstveröffentlichungen in französischer Sprache, zum Teil rekonstruiert
- Bretagne est Univers, Broulet, Brest, 1941
- Florilège Saint-Pol-Roux, L'Amitié par le Livre, 1943
- Anciennetés, Seuil, 1946
- L'Ancienne à la coiffe innombrable, Éd. du Fleuve, Nantes, 1946
- Août, Broder, 1958
- Saint-Pol-Roux "Les plus belles pages", Mercure de France, 1966
- Le Trésor de l'homme, Rougerie, Mortemart, 1970
- La Répoétique, Rougerie, Mortemart, 1971
- Cinéma vivant, Rougerie, Mortemart, 1972
- Vitesse, Rougerie, Mortemart, 1973
- Les Traditions de l'avenir, Rougerie, Mortemart, 1974
- Saint-Pol-Roux / Victor Segalen, Correspondance, Rougerie, Mortemart, 1975
- La Transfiguration de la guerre, Rougerie, Mortemart, 1976
- Genèses, Rougerie, Mortemart, 1976
- La Randonnée, Rougerie, Mortemart, 1977
- De l'art magnifique, Rougerie, Mortemart, 1978
- La Dame à la faulx, Rougerie, Mortemart, 1979
- Les Reposoirs de la procession, vol. I : La Rose et les épines du chemin, Rougerie, Mortemart, 1980
- Les Reposoirs de la procession, vol. II : De la colombe au corbeau par le paon, Rougerie, Mortemart, 1980
- Les Reposoirs de la procession, vol. III : Les Féeries intérieures, Rougerie, Mortemart, 1981
- Le Tragique dans l'homme, vol. I : Les Personnages de l'individu, Les Saisons humaines, Tristan la Vie, Rougerie, Mortemart, 1983
- Le Tragique dans l'homme, vol. II : Monodrames, L'Âme noire du prieur blanc, Fumier, Rougerie, Mortemart, 1984
- Tablettes. 1885-1895, Rougerie, Mortemart, 1986
- Idéoréalités. 1895-1914, Rougerie, Mortemart, 1987
- Glorifications. 1914-1930, Rougerie, Mortemart, 1992
- Vendanges, Rougerie, Mortemart, 1993
- La Besace du solitaire, Rougerie, Mortemart, 2000, ISBN 2856680658
- Les Ombres tutélaires, Rougerie, Mortemart, 2005, ISBN 2856681123
- Litanies de la mer, Rougerie, Mortemart, 2010, ISBN 2856681581

### Deutsche Werkausgabe
Werkausgabe, hrsg. von Joachim Schultz und Rolf A. Burkart
Erschienen sind von 1986 bis 1997:
- Band 7: Der Ausflug, Übers.: Chantal Strasser & Joachim Schultz, Verlag Rolf A. Burkart,  Berlin, 1986
- Band 16: Saint-Pol-Roux/Victor Segalen Briefwechsel, Übers.: Joachim Schultz, Verlag Rolf A. Burkart, Berlin, 1986
- Band 6: Die Traditionen der Zukunft, Übers.: Joachim Schultz, Verlag Rolf A. Burkart, Berlin, 1987
- Band 11: Der Schatz des Menschen, Übers.: Dagmar Plugge & Ralph Schönball, Verlag Rolf A. Burkart, Berlin, 1988
- Band 12: Res Poetica oder Die Republik der Poesie, [enthält La Répoetique und Genèses], Übers.: Rolf A. Burkart & Jean-Pierre Perrier, Verlag Rolf A. Burkart, Berlin, 1989
- Band 2: Die Stationen der Prozession I: Die Rose und die Dornen auf dem Weg, Übers.: Joachim Schultz, Verlag Rolf A. Burkart, Berlin, 1992
- Band 15: Lebendiges Kino, Verlag Rolf A. Burkart, Bad Kreuznach, Übers.: Joachim Schultz, 1995
- Band 3: Die Stationen der Prozession II: Von der Taube zum Raben über den Pfau, Übers.: Ute Eckelkamp et al., Verlag Rolf A. Burkart, Bad Kreuznach, 1997

Der Verlag Rolf A. Burkart musste sein verlegerisches Engagement für die Werkausgabe einstellen; die Suche nach einem Nachfolgeverlag blieb ohne Ergebnis.
Folgende Bände konnten nicht mehr erscheinen (obwohl zum Teil übersetzt):
- Band 1: Vom Magnifizismus zum Ideorealismus
- Band 4: Die Stationen der Prozession III: Die Zauberstücke der Phantasie
- Band 5: Die Dame mit der Sense
- Band 8: Tabletten
- Band 9: Die Tragik des Menschen I und II
- Band 10: Die Verklärung des Krieges/Glorifikationen
- Band 13: Ideorealitäten
- Band 14: Geschwindigkeit
- "Geschwindigkeit" ist 2013 im Verlag Matthes & Seitz (Berlin) erschienen. Übersetzung und Vorwort: Joachim Schultz. Nachwort: Aurel Schmidt.
- Supplement I: Saint-Pol-Roux – Der sanfte Avantgardist